# Matematicamente.it
Matematicamente.it è un portale dedicato alla matematica ed al suo mondo, con particolare attenzione agli aspetti didattici relativi alla scuola secondaria superiore, ed alla divulgazione della matematica, con sezioni dedicate alla riflessione, ai giochi ed agli approfondimenti. Accompagnano il sito una rivista on-line, Matematicamente.it Magazine ed un forum di discussione.

## Storia
Nato nel 2000 per iniziativa di Antonio Bernardo, il sito Matematicamente.it era originariamente un “contenitore” di materiale prevalentemente orientato alla didattica della matematica nelle scuole superiori italiane. Col tempo è divenuto nel luogo di collaborazione tra insegnanti, studenti e appassionati e si è trasformato in un vero portale del mondo della matematica. Nel 2006 si è associata la rivista on-line "Matematicamente.it Magazine", testata giornalistica telematica.
Nel corso del 2007 il portale ha collaborato con testate giornalistiche nazionali per iniziative rivolte alle scuole primarie e secondarie quali Matematicup e Premio maturità 2007.  Ha proposto, tra le altre iniziative, un concorso per vignette sulla matematica ("Ridere di matematica").
Nel 2007 ha ottenuto il premio WWW de Il Sole 24 ore quale miglior sito italiano nella categoria Istruzione e lavoro.

## Situazione attuale
Oggi è una realtà di tipo collaborativo a cui tutti i visitatori possono contribuire. 
L'obiettivo principale del sito è la promozione della matematica, e non solo della didattica dal punto di vista scolastico, quindi non solo appunti ma anche test, giochi, scacchi, concorsi, forum. Agli articoli più tecnici sono affiancati articoli di tipo divulgativo e schede relative ai principali software di matematica. I temi trattati non riguardano soltanto la matematica ma anche la fisica, l'informatica e in generale le applicazioni della matematica. La comunità si è costituita man mano intorno ad iniziative di gare di matematica condotte tutte on line, di diverso livello di difficoltà.
Nel 2020 il sito viene acquisito, al 100%, dal portale Skuola.net.

## Manuali didattici in Creative Commons
Nel sito sono presenti manuali didattici distribuiti con varie tipologie di licenze Creative Commons tra cui Algebra 1, Algebra 2 e Geometria Razionale del progetto Matematica C3 scritti da docenti di matematica sulla base della loro esperienza di insegnamento, liberamente scaricabili e modificabili.